# Instituto Amigos do Vôlei
Brasília Vôlei, de son vrai nom Instituto Amigos do Vôlei, est un club brésilien de volley-ball fondé en 1980 basé à Taguatinga, District Fédéral. qui évolue pour la saison 2016-2017 en Superliga feminina.

## Entraîneur
- 2016-2017 :  Anderson Rodrigues